# Permanganometría

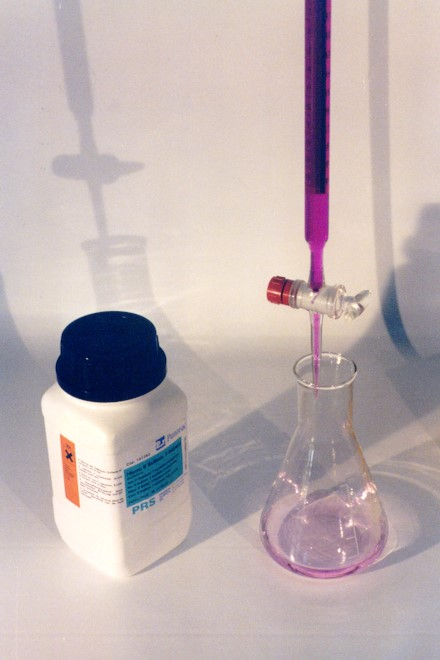
Ejemplo de titulación utilizando una solución de permanganato de potasio.

La permanganometría, permanganimetría o permanganatometría es una de las técnicas utilizadas en el análisis cuantitativo en química. Se basa en reacciones de oxidación de reductores por el ion permanganato (valoración redox), ya sea en medios ácidos o alcalinos. Implica dos pasos, a saber, la valoración del analito con una solución de permanganato de potasio y luego la estandarización de la solución de permanganato de potasio con una solución estándar de oxalato de sodio. La titulación implica manipulaciones volumétricas para preparar las soluciones de analito.
Dependiendo de cómo se realice la titulación, el ion de permanganato se puede reducir a Mnx, donde x es +2, +3, +4 y +6. Usando la permanganometría podemos estimar la presencia cuantitativa de Fe+2 y Mn+2 cuando ambos están presentes en una mezcla, C2O42−, NO2-, H2O2, etc. 
En la mayoría de los casos, la permanganometría se realiza en una solución muy ácida en la que se produce la siguiente reacción:
{\displaystyle {\ce {MnO4- + 8H+ + 5e- -> Mn^2+ + 4H2O}}}
El potencial estándar de esta reacción electroquímica es:
Eo=+1.51 V
lo que demuestra que KMnO4 (en un medio ácido) es un agente oxidante muy fuerte. Con este método podemos oxidar: 
- Fe+2 (EoFe+3 / Fe+2 = +0.77 V)
- Sn+2 (EoSn+4 / Sn+2 = +0.2 V)

e incluso 
- Cl- (EoCl2/Cl - = + 1.36 V) etc.

En un medio ácido débil, MnO4, no puede aceptar 5 electrones para formar Mn+2, esta vez solo acepta 3 electrones y forma MnO2 por la siguiente reacción electroquímica: 
{\displaystyle {\ce {MnO4- + 4H+ + 3e- -> MnO2 + 2H2O}}}
El potencial estándar es Eo = 1.69 V. 
Y si la solución tiene una concentración C(NaOH)>1 mol dm−3 se produce la siguiente reacción: 
{\displaystyle {\ce {MnO4- + e^- -> MnO4^{2-}}}}
Eo = + 0.56 V.
En la titulación en medio ácido se forman iones Mn2+ casi incoloros disueltos, mientras que en medio alcalino o neutro, el precipitado pardo oscuro dificulta la determinación del punto de equivalencia. Por eso, se emplean con mayor frecuencia las reacciones en medio ácido.

## Aplicaciones
La permanganometría puede ser usada en el análisis de alimentos, por ejemplo:
- Determinación de calcio en leche.
- Determinación del índice de permanganato en vinos.
- Determinación del índice de oxidación en vinagres.

## Consideraciones sobre las soluciones de permanganato
El permanganato contiene impurezas de productos de reducción, por ejemplo MnO2. Además, se descompone fácilmente por la acción de los reductores (amoníaco, sustancias orgánicas, que se introducen en el agua y con el polvo, etc.). Por lo que, la concentración de la solución de KMnO4 disminuye una vez preparada. Es indispensable determinar su concentración 7-10 días después de haberla preparado, para que esta sea suficientemente estable. No se puede filtrar la solución de KMnO4 por filtros de papel, sino que se debe utilizar crisoles de vidrio sinterizado o verter la solución del precipitado MnO2 formado por las impurezas del agua, por medio de un sifón. La solución de permanganato se debe conservar en obscuridad o en frascos de vidrio oscuro.